# 권이구
권이구(1987년 5월 21일~)는 대한민국의 배드민턴 선수 출신 배드민턴 지도자이다.